# Verwaltungsgemeinschaft Waldbüttelbrunn
Die Verwaltungsgemeinschaft Waldbüttelbrunn im unterfränkischen Landkreis Würzburg wurde im Zuge der Gemeindegebietsreform am 1. Mai 1978 gegründet und zum 1. Januar 1980 bereits wieder aufgelöst. Sitz der Verwaltung war in Waldbüttelbrunn.
Der Verwaltungsgemeinschaft hatten die Gemeinden Greußenheim, Hettstadt und Waldbüttelbrunn angehört. Während Waldbüttelbrunn zur Einheitsgemeinde mit eigener Verwaltung wurde, werden Greußenheim und Hettstadt seit 1. Januar 1980 von der neu gebildeten Verwaltungsgemeinschaft Hettstadt verwaltet.